# Vidrovac
Vidrovac (cyr. Видровац) – wieś w Serbii, w okręgu borskim, w gminie Negotin. W 2011 roku liczyła 656 mieszkańców.